# San Nicola in Carcere
Die Kirche San Nicola in Carcere (lateinisch: Sancti Nicolai in Carcere Tulliano) ist eine römische Titeldiakonie, Nationalkirche der Apulier und Lukanier in Rom und ehemalige Kollegiats- und Pfarrkirche.

## Geschichte
Der Kirchbau steht auf den Grundmauern einer ehemaligen römischen Tempelanlage, die sich zwischen Kapitol, Marcellustheater und dem Tiberhafen auf dem Forum Holitorium, einem antiken Gemüsemarkt, befunden hat. Diese Tempelanlage bestand aus drei Gebäuden, die einen einheitlichen Komplex bildeten. Über die dort verehrten Gottheiten gibt es keine genauen Kenntnisse.
Die Datierung der Kirchengründung ist ebenfalls wissenschaftlich umstritten. Im Liber Pontificalis ist für die Zeit des Pontifikats Hadrians I. (772–795) die Existenz eines Kerkers in den antiken Gebäuden belegt. Die Nutzung der Gebäude durch eine christliche Gemeinde wird von den meisten Forschern für das späte 8. bzw. das 9. Jahrhundert angenommen.
Erste historisch gesicherte Daten existieren erst durch eine Inschrift in der Kirche, die auf eine Anzahl von Gaben hinweist, die ein römischer Priester der Kirche zur Zeit Urbans II. im Jahr 1088 zukommen ließ. Es wird angenommen, dass diese Inschrift das Stiftungsgut aufzählt. Im Jahr 1099 wird die Kirche unter dem Pontifikat Paschalis’ II. bereits als Titeldiakonie eines Kardinals mit dem Titelträger Ugone geführt.

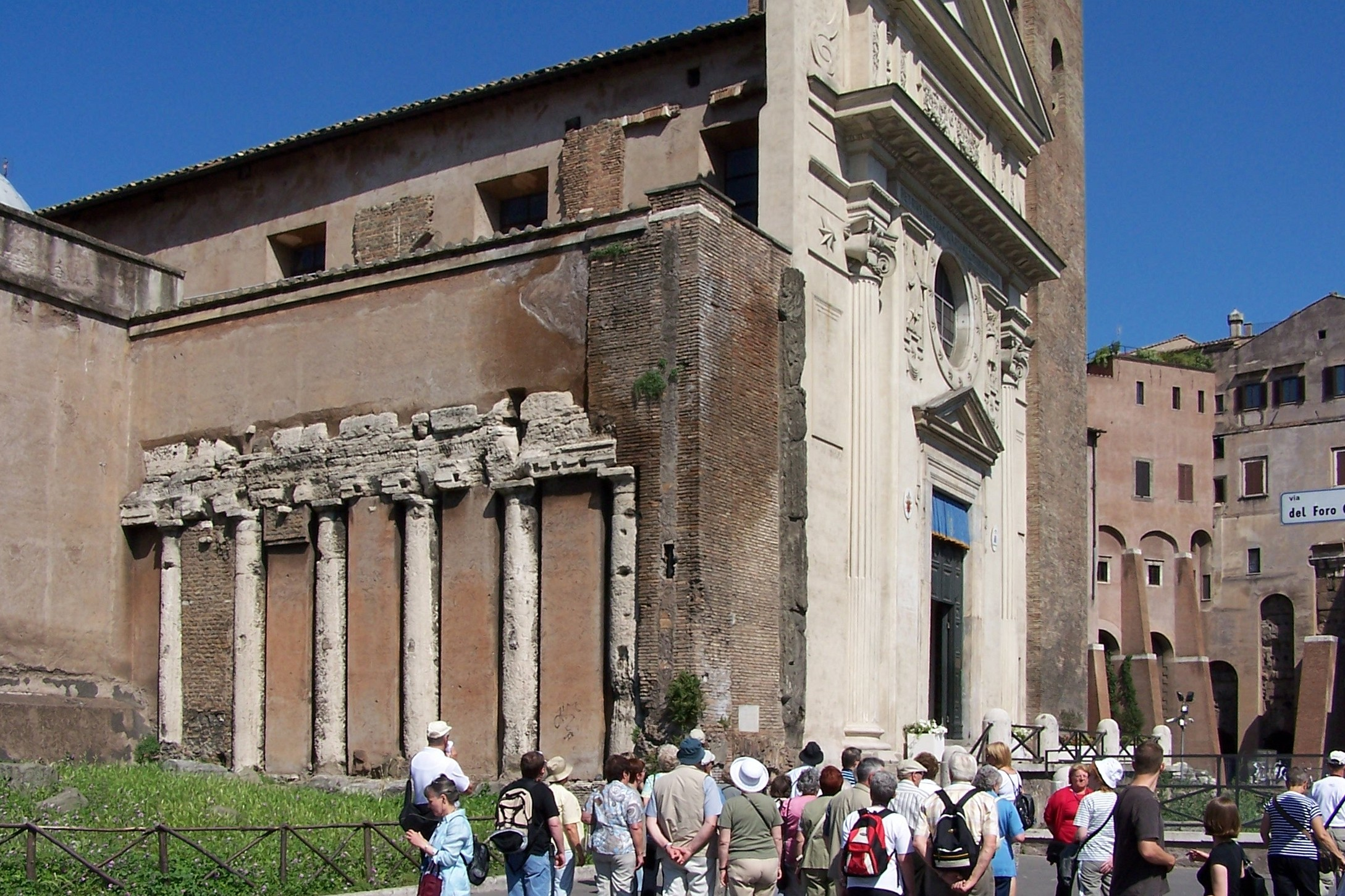
Seitenansicht von San Nicola in Carcere

Ihre heutige Gestalt erhielt die Kirche maßgeblich durch einen Um- und Neubau, der 1128 im Auftrag von Papst Honorius II. geweiht wurde. In den 1590er-Jahren wurde der Innenraum völlig neu gestaltet. Die Fassade von Giacomo della Porta entstammt dem Jahr 1599. Der mittelalterliche Glockenturm diente ursprünglich als Wehrturm und wurde im 16. Jahrhundert umgebaut.
1928 wurde das aus sieben Kanonikern bestehende Kapitel aufgelöst und 1934 wurden die Pfarrrechte durch Pius XI. aufgehoben. Seitdem war die Kirche nur noch an Sonn- und Feiertagen geöffnet.
1958 wurde die Kirche wieder für den täglichen Gottesdienst zugänglich gemacht und 1963 die Kapelle am linken Seitenschiff als Andachtsraum für ein Gnadenbild der Schutzpatronin von Mexiko „Unsere Liebe Frau von Guadalupe“ wiedereröffnet.

## Name und Patronat
Im Jahre 1087 wurden die Reliquien des Hl. Nikolaus von Myra ins italienische Bari gebracht. Vermutlich war es eine der ersten Amtshandlungen Urbans II., der 1088 den Papstthron bestiegen hatte, die Kirche dem beliebten Heiligen zu weihen. Da Nikolaus darüber hinaus auch Patron der Gefangenen ist, lag wohl die Namensgebung für eine Kirche in den ehemaligen Kerkergebäuden nahe. Aber auch den hohen Anteil der griechischen Bevölkerung, die in diesem Stadtteil lebte, wird man bei der Namensgebung durch einen Heiligen aus dem östlichen Mittelmeerraum bedacht haben.

## Brauchtum
Im Mittelalter und der frühen Neuzeit erfüllte die Kirche wichtige soziale und religiöse Funktionen: An der Kirche kümmerten sich junge Mütter um Findelkinder bzw. gaben ihre überschüssige Muttermilch ab, um sie für Waisen oder weniger begünstigte Kleinkinder zu spenden. Dieser Brauch der Fürsorge für Findelkinder war wohl eine Vermischung einer alten Legende, nach der eine Tochter ihrer in den Kerkern, auf deren Grundmauern sich die Kirche befindet, eingesperrten und dort hungernden Mutter ihre Brüste zur Labung anbot und der besonderen Schutzherrschaft des Hl. Nikolaus über die Kinder.
Lange Zeit hatte die Kirche das Recht, am Nikolaustag (6. Dezember) einen Inhaftierten freizubitten. Bis spät ins 19. Jahrhundert wurde die Unterkirche auch für die Durchführung von Exorzismen genutzt.